# Tomoya Ugajin
Tomoya Ugajin (jap. 宇賀神 友弥 Ugajin Tomoya; ur. 23 marca 1988) – japoński piłkarz występujący na pozycji pomocnika. Obecnie występuje w Urawa Red Diamonds.

## Kariera klubowa
Od 2010 roku występował w klubie Urawa Red Diamonds.